# Калгуты
Калгуты — река в России, протекает по Кош-Агачскому району Республики Алтай. Устье реки находится в 174 км от устья Акалахи по правому берегу. Длина реки составляет 53 км, площадь водосборного бассейна — 804 км². Левый приток — Кара-Чад.

## Данные водного реестра
По данным государственного водного реестра России относится к Верхнеобскому бассейновому округу, водохозяйственный участок реки — Катунь, речной подбассейн реки — Бия и Катунь. Речной бассейн реки — (Верхняя) Обь до впадения Иртыша.